# روح کانترویل (فیلم ۱۹۹۶)
روح کانترویل (انگلیسی: The Canterville Ghost) فیلمی در ژانر فانتزی است که در سال ۱۹۹۶ منتشر شد. از بازیگران آن می‌توان به پاتریک استوارت و نو کمبل اشاره کرد.